# NK Podvinje
NK Podvinje je nogometni klub iz gradskog naselja Podvinja u Slavonskom Brodu.
Klub je osnovan 1929. godine.
Trenutačno se natječe se u 2. ŽNL centar Brodsko-posavskoj..